# Libystica lunaris
Libystica lunaris là một loài bướm đêm trong họ Noctuidae.